# Сіроманець (повість)
«Сіроманець» – повість українського письменника Миколи Вінграновського, написана в 1977 році.

## Сюжет
Сіроманець – найстаріший вовк у світі. Він згадує, як не один молодий вовк вважав за честь пройти в нього вишкіл, пам’ятає свої вдалі полювання на овець та коней. Та під старість вовк осліп. І відтепер щоночі йому сниться сон про свою розстріляну мисливцями зграю, убитих вовчиць та вовченят…
Тим часом од села їде на коні Василь Чепіжний — місцевий мисливець, який дуже бажає вполювати  Сіроманця. Він прив’язує коня як приманку, а сам із рушницею лягає в засідку. Проте Сіроманець заходить до Чепіжного з іншого боку, вибиває в нього рушницю та заганяє його самого в болото… 
Через деякий час Чепіжний повертається в село та розповідає іншим мисливцям страшні історії про вовка. Син голови колгоспу, хлопчик Сашко, починає хвилюватися за Сіроманця, але батько заспокоює його. 
Одного разу, ідучи зі школи через ліс, Сашко зустрічає вовка. Спочатку він лякається його, але Сіроманець обнюхує Сашка та лягає поруч із ним у траву. Хлопець пригощає вовка пиріжками з печінкою.
Він відводить Сіроманця в більш безпечне місце та вибирає йому нору. Для Сашка настають щасливі дні, бо він зустрічається на шляху до  школи та зі школи із Сіроманцем.
А Чепіжний з іншими мисливцями готують Сіроманцеві засідку та врешті-решт ловлять його. Зв`язаного Сіроманця зачиняють у кузні, звідки вранці його повинні забрати до зоопарку. Але вночі Сашко розв’язує вовка та прохає не забувати його. Вранці, коли люди заходять до кузні, Сіроманець утікає. 
Він ховається на полігоні, де військові проводять навчання. Від голоду Сіроманець слабшає настільки, що сильний вітер котить його до невеликого висілка. Там його знаходять військові. Вони підбирають та відігрівають вовка. Деякий час Сіроманець живе у висілку та навіть рятує в заметіль сина військового льотчика. Але все частіше він ніби чує голос Сашка.
Сашко теж згадує Сіроманця… Одного дня він повертається зі школи та раптом зустрічає його. До Сашка підбігає однокласниця Галя Грушецька, і він розповідає їй про свій намір відвести сліпого вовка до Одеси в лікарню, щоб вилікувати йому очі. Галя допомагає Сашкові зібратися в дорогу.
Сашко із Сіроманцем йдуть степовими дорогами, ярами, балками та добираються до міста. 
В Одесі, у тихому дворі лікарні, Сашко прив’язує Сіроманця, а сам іде до лікарні розпитати про лікування. 
У цей час усі собаки району вчиняють  ґвалт, зачувши вовка. Сіроманець перекусює  намордник, розкидує собак, стрибає через стіну та щезає. Він повертається у Сашкове село. Повертається  на автобусі і Сашко. Він шукає вовка і знаходить його в степу. 
Сходить сонце і Сашко обнімає Сіроманця…

## Екранізація
У 1989 році на кіностудії Довженка режисером Петром Марусиком був знятий однойменний фільм.